# 제1기갑사단 (독일 국방군)
제1기갑사단(독일어: 1. Panzer-Division)은 제2차 세계 대전에 참전한 나치 독일의 기갑사단이다. 구 제국군의 제3기병사단을 개편하여 창설했다.

## 역사
제1기갑사단은 1935년 10월 15일 기존 제3기병사단을 개편하여 창설되었다. 창설 당시 사단 사령부는 바이마르에 두었다. 사단은 2개 전차연대로 구성된 전차여단과 차량화보병여단, 수색대대, 사단포병대대 및 전투지원부대로 구성되었다.
1938년, 사단은 예하 전 부대가 자동차화되어 제16군단 소속으로 전술 훈련을 실시했다. 1939년 9월 폴란드 전투 개시 시점에서 제1기갑사단은 국방군 소속 6개 기갑사단 중 하나였다. 사단은 독일 남부집단군의 제10군 예하 제16군단에 배속되어 상실레지아에 배치되었다.
제16군단은 제1기갑사단과 제4기갑사단으로 구성되어 북동쪽으로 폴란드를 침공했고, 바르샤바로 쾌속 진격했다. 9월 16일~20일 사이에 그들은 브주라강을 따른 폴란드군의 반격을 제거했다. 기갑사단에 의한 이중 포위망으로 폴란드군의 저항은 곧 종료되었다. 폴란드 침공 당시 사단의 전차 전력은 다음과 같다.
- 1호 전차(PzKpfw I) - 93대
- 2호 전차(PzKpfw II) - 122대
- 3호 전차(PzKpfw III, 37mm 전차포 장착) - 26대
- 4호 전차(PzKpfw IV) - 56대
- 구난전차 - 12대
- 총계 - 309대

1940년 5월, 제1기갑사단은 하인츠 구데리안 장군의 제19군단에 합류하여 아르덴느 슾을 관통하여 프랑스로 진격하게 되었다. 군단은 프랑스의 세단 시를 과감하게 돌파했고, 5월 16일 기갑부대들은 영불 해협 해안을 향해 맹렬하게 진격했다. 영국군의 저항에도 불구하고 됭케르크 15마일 지점까지 진격했으나, 히틀러의 명령으로 진격이 중지되었다(됭케르크의 기적). 정지 명령으로 인해 사단은 (다른 독일군 부대들도 마찬가지였지만) 3일 동안 영국군이 됭케르크 철수 작전을 성공적으로 완수할 때까지 보기만 하고 있었다.
제1기갑사단은 곧 제39군단에 배속되어 엔강을 따라 진격하며 잔존 프랑스군을 격퇴시키며 남쪽으로 진격했다. 6월 12일 달성한 돌파로 사단은 벨포트로 진격했다. 6월 22일 프랑스가 항복함으로써 제1기갑사단의 진격도 중지되었다. 전쟁은 끝났다고 생각했다.
10월, 제1기갑사단은 국방군의 기계화 사단 증설 계획의 일환으로 재조직되었다. 제2기갑연대와 추가 선택된 기간 병력들이 제16기갑사단 창설을 위해 빠져나갔으며, 대신 제113기갑척탄병연대가 편입되었다.
바르바로사 작전은 독일의 소련 침공 계획이었다. 제1기갑사단은 북부집단군의 제41군단에 배속되어 에스토니아를 향해 북쪽에서 진격했다. 7월 14일, 군단은 루가강에 도착했다. 루가강으로부터 레닌그라드까지 112km(70마일)에 불과했다. 여기서 군단은 3주간 지체했는데, 남부집단군의 우익이 너무 신장되어 전선을 정비할 시간이 필요했기 때문이다.
라도가호에서 레닌그라드 시를 포위한 채, 공격은 성공적으로 진행되었고, 군단은 도시가 보이는 지점까지 진격했다. 그러나 제1기갑사단을 포함한 군단은 9월 18일, 전선으로부터 이탈하라는 명령을 받았다. 독일군은 레닌그라드를 직접 점령하기보다 포위하여 말라죽이기로 결정했고, 포위망을 유지할 병력을 남겨둔 채 나머지 전력은 모스크바 점령전에 투입하려는 것이었다. 이때부터 4년여에 걸쳐 레닌그라드 포위전이 시작된 것이다.
10월 2일, 제1기갑사단은 제41차량화군단 소속으로 모스크바(태풍 작전)를 향한 진격에 합류했다. 제41차량화군단은 제3기갑군 소속이었다. 사단은 독일군 중에서 가장 모스크바에 가까이 갔으며, 11월의 마지막 날 러시아의 수도로부터 40km(25마일) 떨어진 벨위-라스트(Belyi-Rast)에 도착했다.
다음 두 달 동안 제1기갑사단은 러시아의 겨울 공세에 맞서 독일군의 방어선을 사수했다. 모스크바 북서쪽에 위치한 클린을 12월 7일까지 지켰고, 1942년 1월과 2월에 사단은 모스크바 서쪽 160km(100마일)에서 소련의 르제프-비아즈마 공세 (1942년)에 맞서 싸웠다. 제1기갑사단은 르제프 지역에 그 해 마지막까지 여전히 버티고 있었으며, 1943년 1월과 2월에 걸쳐 재편성과 보충을 위해 프랑스로 이동했다.
1943년 6월, 사단은 발칸반도에 투입되었다. 그곳에서 그리스까지 해안선을 방어하는 임무를 맡았다. 10월까지 그 임무를 수행한 후 11월에 다시 동부 전선으로 이동하여 우크라이나 방어전에 투입되었다. 제1기갑사단은 치타델레 작전(쿠르스크 전투)에서는 공격 임무를 수행하지 않았으나, 러시아의 키에프 서쪽을 향한 반격에 맞서 절망적인 방어전을 치렀다.
1944년 초, 사단은 제3기갑군단에 배속되어 체르카시 포위망 구조 작전에 투입되었다. 1944년 4월, 한스 발렌틴 후베 상급대장의 제1기갑군의 일부로서, 사단은 카메네즈-포돌스키 포위망에 갇혔다가 탈출작전에 투입되기도 했다.
1944년 9월, 사단은 카르파티아산맥으로 철수했다. 독일이 러시아의 진격을 저지하려는 헛된 노력에 애쓰던 때였다. 10월, 사단은 헝가리에 배치되었고, 1945년 1월에는 콘라드 작전에서 싸웠다. 이 작전은 부다페스트를 구출하려는 시도였다.
일반적인 독일군이 서쪽으로 후퇴하려던 것처럼, 제1기갑사단도 동부 오스트리아 알프스산맥으로 철수했고, 그곳에서 미군에 항복했다. 당시 독일군은 소련군에 항복하면 보복을 당할 것으로 생각하여 앞다투어 서쪽으로 철수하여 미국이나 영국군에 항복하려고 했었다.

## 전쟁 범죄
폴란드 9월 전역 중 사단은 민간인을 대상으로 몇 건의 잔학행위에 가담했다. 사단의 군작전일지는 다음과 같이 적고 있다.
"부대별 보복활동에 의해, 몇 채의 집과 몇 군데 마을을 불태웠고, 몇몇 민간인들이 저항을 시도했다."
9월 2일과 3일, 사단의 몇몇 소부대가 크루스지나로 진주했다. 9월 4일, 한 병사가 얀 클레코트(Jan Klekot)의 집에 들어가 몸을 씻었다. 1 사단 소속 기갑 차량이 집 근처를 지나가고 있을 때, 그는 창밖을 보았고, 그들을 향해 비명을 질렀는데, 병사들은 그를 실수로 소개했다. 그 결과 독일군은 크루스지나의 폴란드 민간인 25명(얀 클레코트 포함)을 처형했다.

## 주요 참전 전투
- 폴란드: 1939년
- 서부 전선: 1940년
- 동부 전선: 1941년~1942년
- 프랑스: 1943년
- 발칸반도: 1943년
- 동부 전선: 1943년~1945년

## 역대 지휘관
- 1935년 10월 1일 - 1937년 9월 30일: 막시밀리언 마리아 요제프 라이스프라이헤어 폰 바이크스 주 글론 기병대장
- 1937년 10월 1일 - 1939년 11월 2일: 루돌프 슈미트 중장
- 1939년 11월 2일 - 1941년 7월 17일: 프리드리히 키르흐너 소장
- 1941년 7월 17일 - 1944년 1월 1일: 발터 크뤼거 소장
- 1944년 1월 1일 - 1944년 2월 19일: 리하르트 콜 소장
- 1944년 2월 19일 - 1944년 9월 25일: 베르너 마르크스 대령
- 1944년 9월 25일 - 1945년 5월 8일: 에버하르트 투네르트 대령

## 부대 편제
| 1939년 | 1940년 | 1943년 |
| --- | --- | --- |
| - 제1소총여단 - 제1소총연대 - 제1소총대대 - 제2소총대대 - 제1오토바이소총대대 - 제1기갑여단 - 제1기갑연대 - 제1기갑대대 - 제2기갑대대 - 제2기갑연대 - 제1기갑대대 - 제2기갑대대 - 제73포병연대 - 제1포병대대 - 제2포병대대 - 제4수색대대 - 제37대전차대대 - 제37공병대대 - 제37통신대대 - 제37사단보급대 | - 제1소총연대 - 제1소총대대 - 제2소총대대 - 제113소총연대 - 제1소총대대 - 제2소총대대 - 제1기갑연대 - 제1기갑대대 - 제2기갑대대 - 제73포병연대 - 제1포병대대 - 제2포병대대 - 제3포병대대 - 제1오토바이소총대대 - 제4수색대대 - 제37대전차대대 - 제37공병대대 - 제37통신대대 - 제37사단보급대 | - 제1기갑척탄병연대 - 제1기갑척탄병대대 - 제2기갑척탄병대대 - 제113기갑척탄병연대 - 제1기갑척탄병대대 - 제2기갑척탄병대대 - 제1기갑연대 - 제1전차대대 - 제2전차대대 - 제73기갑포병연대 - 제1기갑포병대대 - 제2기갑포병대대 - 제3기갑포병대대 - 제4기갑포병대대 - 제1기갑수색대대 - 제37대전차대대 - 제37기갑공병대대 - 제37기갑통신대대 - 제299육군대공포대대 - 재37사단보급대 |

- 1939년 10월, 제20차량화보병사단의 제69소총병연대 제3대대가 제1기갑사단 제1소총연대 제3대대로 편입되었다.
- 1940년 10월, 제2기갑연대가 제16기갑사단으로 보내졌다.
- 1940년 11월, 제1소총연대 제3대대가 제113소총연대 제1대대로 재편되었다.
- 1941년 2월, 제20차량화보병사단 제69소초연대 제2대대가 제1기갑사단 제113소총연대 제2대대로 편입되었다. 제53포병연대 제2대대를 제73포병연대 제3대대로 개편했다.
- 1941년 7월, 제1소총연대와 제113소총연대의 부대명을 기갑척탄병연대로 개칭했다. 제1기갑연대 제1대대는 제1기갑사단에서 제외되어 제16기갑척탄병사단의 제116기갑대대가 되었다. 제1기갑연대 제1대대가 빠졌을 때, 제1기갑사단은 오직 1개 전차 대대만 예하에 두었다(제1전차연대 제2대대).
- 1943년 1월, 사단 유일의 전차 대대였던 제1기갑연대 제2대대가 제1기갑연대 제1대대로 개편되고 제103기갑연대의 1개 전차대대가 제2기갑대대로 편입되었다. 뒤에 다시 육군 소속 독립 대공포 대대인 제299대공포대대가 사단에 추가되었다.
- 전쟁 말기, 타트라 기갑사단으로부터 제1009보충대대가 추가되었다.

## 시기별 배치 현황
| 날짜                    | 군단      | 군                 | 집단군              | 지역               |
| ----------------------- | --------- | ------------------ | ------------------- | ------------------ |
| 1939년 9월              | 제16군단  | 제10군             | 남부집단군          | 라돔, 바르샤바     |
| 1939년 12월~1940년 1월  | 예비대    | -                  | B 집단군            | 아이펠, 훈스뤼크   |
| 1940년 5월              | -         | 제16군             | A 집단군            | 룩셈부르크, 좀메   |
| 1940년 6월              | 제39군단  | 구데리안 군단(12.) | A 집단군            | 프랑스 (앤)        |
| 1940년 7월~1940년 8월   | 제39군단  | 제2군              | C 집단군            | 프랑스             |
| 1940년 9월~1941년 2월   | 제36군단  | 제18군             | B 집단군            | 동프로이센         |
| 1941년 2월~1941년 4월   | 예비대    | 제4기갑군          | B 집단군            | 동프로이센         |
| 1941년 5월              | 예비대    | 제4기갑군          | C 집단군            | 동프로이센         |
| 1941년 6월~1941년 9월   | 제41군단  | 제4기갑군          | 북부 집단군         | 레닌그라드         |
| 1941년 10월~1941년 12월 | 제41군단  | 제3기갑군          | 중부집단군          | 비야스마, 모스크바 |
| 1942년 1월              | 제41군단  | 제3기갑군          | 중부집단군          | 벨리쉬             |
| 1942년 2월              | 제46군단  | 제9군              | 중부 집단군         | 벨리쉬, 르제프     |
| 1942년 3월~1942년 4월   | 제23군단  | 제9군              | 중부 집단군         | 르제프             |
| 1942년 5월              | 제27군단  | 제9군              | 중부 집단군         | 르제프             |
| 1942년 6월~1942년 7월   | 제23군단  | 제9군              | 중부 집단군         | 르제프             |
| 1942년 8월              | 예비대    | 제4군              | 중부 집단군         | 르제프             |
| 1942년 9월~1942년 11월  | 제39군단  | 제9군              | 중부 집단군         | 르제프             |
| 1942년 11월             | 제41군단  | 제9군              | 중부 집단군         | 르제프             |
| 1943년 1월              | 예비대    | -                  | D 집단군            | 프랑스             |
| 1943년 2월              | 예비대    | 제15군             | D 집단군            | 프랑스             |
| 1943년 3월~1943년 4월   | 예비대    | 제7군              | D 집단군            | 프랑스             |
| 1943년 5월              | 예비대    | -                  | D 집단군            | 프랑스             |
| 1943년 6월              | 예비대    | -                  | E 집단군            | 발칸반도           |
| 1943년 7월~1943년 8월   | 제68군단  | -                  | E 집단군            | 그리스             |
| 1943년 9월              | 제68군단  | 이탈리아 제11군    | E 집단군            | 그리스             |
| 1943년 10월             | 제68군단  | E 군               | F 집단군            | 그리스             |
| 1943년 11월             | 예비대    | 제8군              | 남부집단군          | 북우크라이나       |
| 1943년 12월             | 제48군단  | 제4기갑군          | 남부집단군          | 시토미르           |
| 1944년 1월              | 제48군단  | 제4기갑군          | 남부집단군          | 비니차             |
| 1944년 2월              | 제24군단  | 제4기갑군          | 남부집단군          | 비니차             |
| 1944년 3월              | 예비대    | 제1기갑군          | A 집단군            | 브로디             |
| 1944년 4월              | 제59군단  | 제1기갑군          | 북우크라이나 집단군 | 브로디             |
| 1944년 5월              | 예비대    | 제4기갑군          | 북우크라이나 집단군 | 브로디             |
| 1944년 6월              | 예비대    | 제1기갑군          | 북우크라이나 집단군 | 브로디             |
| 1944년 7월              | 제3군단   | 제1기갑군          | 북우크라이나 집단군 | 즐로크조프         |
| 1944년 8월              | 제48군단  | 제4기갑군          | 북우크라이나 집단군 | 브로디             |
| 1944년 9월              | 제24군단  | 제1기갑군          | 북우크라이나 집단군 | 카파도키아         |
| 1944년 10월             | 제3군단   | 제6군              | 남부집단군          | 헝가리             |
| 1944년 11월             | 제57군단  | 제6군              | 남부집단군          | 헝가리             |
| 1944년 12월             | 제4군단   | 제6군              | 남부집단군          | 헝가리             |
| 1945년 1월              | 기병군단  | 제6군              | 남부집단군          | 헝가리             |
| 1945년 2월~1945년 3월   | 제3군단   | 제6군              | 남부집단군          | 헝가리             |
| 1945년 4월              | 제4SS군단 | 제6군              | 남부집단군          | 헝가리             |
| 1945년 5월              | 제4SS군단 | 제6군              | 오스트마르크 집단군 | 오스트리아         |

## 기사십자장 수훈자
| 연도   | 날짜      | 이름                        |
| ------ | --------- | --------------------------- |
| 1940년 | 5월 20일  | 프리드리히 키르흐너 중장    |
| 1940년 | 5월 20일  | 하인츠 키르흐너 중위        |
| 1940년 | 5월 20일  | 헤르만 발크 중령            |
| 1940년 | 11월 28일 | 에른스트 필리프 중령        |
| 1941년 | 3월 17일  | 프란츠 요제프 에킹거 대위   |
| 1941년 | 7월 15일  | 하랄트 크리이그 중령        |
| 1941년 | 7월 19일  | 베르너 피처 소위            |
| 1941년 | 9월 29일  | 롤프 프롬메 소위            |
| 1941년 | 10월 18일 | 카를 하인리히 핀크 소위     |
| 1941년 | 10월 18일 | 하인츠 프리취 하사          |
| 1941년 | 12월 4일  | 게오르그 페이그 중위        |
| 1942년 | 2월 10일  | 벤트 비터샤임 중령          |
| 1942년 | 4월 6일   | 루돌프 홀스테 대령          |
| 1942년 | 9월 14일  | 페테르 길로브 중위          |
| 1942년 | 12월 17일 | 게오르그 셰퍼 상사          |
| 1943년 | 1월 22일  | 한스 쉬트리펠 원사          |
| 1943년 | 12월 15일 | 에른스트 요아힘 브라델 중령 |
| 1943년 | 12월 17일 | 헤르만 쿤츠 소위            |
| 1943년 | 12월 28일 | 베르너 스트렉 대위          |
| 1944년 | 1월 31일  | 오토 쉬토디크 중령          |
| 1944년 | 5월 14일  | 에른스트 뢰쉬 소령          |
| 1944년 | 6월 4일   | 카를 노이마이스터 대령      |
| 1944년 | 6월 9일   | 알프레드 보자크 중령        |
| 1944년 | 12월 11일 | 알프레드 리츠 대위          |
| 1944년 | 12월 11일 | 오토 지버만 상사            |
| 1945년 | 2월 1일   | 에버하르트 투네르트 소장    |
| 1945년 | 3월 17일  | 에르빈 보흘켄 상사          |
| 1945년 | 3월 17일  | 프리츠 크뤼거 주임원사      |

## 같이 보기
- 제2차 세계 대전의 독일군 사단 목록
- 독일 기갑사단 또는 팬저 사단
- 동부 전선 (제2차 세계 대전)
- 서부 전선 (제2차 세계 대전)
- 독일 육군 (1935년~1945년)

## 서지
- Edwards, Roger (1993). Panzer, a Revolution in Warfare, 1939-1945. Arms and Armour Press.
- Pipes, Jason. "1.Panzer-Division ". Retrieved May 14, 2005.
- Wendel, Marcus (2004). "1. Panzer-Division". Retrieved May 14, 2005.
- "1. Panzer-Division". German language article at www.lexikon-der-wehrmacht.de. Retrieved May 14, 2005.
- Witold Kulesza "Zbrodnie Wehrmachtu w Polsce wrzesień 1939 IPN Bulletin 43-44